# Coquainvilliers
Coquainvilliers è un comune francese di 858 abitanti situato nel dipartimento del Calvados nella regione della Normandia.

## Società

### Evoluzione demografica
Abitanti censiti